# Radnice (Žilina)
Žilinská radnice je radnice na Radniční ulici ve městě Žilina.

## Historie radnice
Žilinská radnice je poprvé zmiňována v roce 1508 v Žilinské knize pod názvem radhuus či radhaws (z německého Rathaus). Pravděpodobně existovala i starší radnice uprostřed náměstí, ale archeologický výzkum v roce 1966–1995 – který však nebyl na celé ploše náměstí – stopy po ní nenašel. Předpokládá se, že pravděpodobně po zničení tohoto objektu si Žilinští měšťané jako náhradu koupili dům, na místě jehož stojí i dnešní radnice. Dlouhá léta probíhaly o tento dům vlastnické spory (1471–1509) mezi městem, Strečnianským panstvím a dědičnými rychtáři. Teprve v roce 1509 majitel Strečna Juraj Kerek vrátil zděný dům městu a od té doby slouží pro potřeby města nepřetržitě až do dnes. Žilinské měšťany stálo vyplacení dědičného rychtářství a budovy radnice téměř 3 000 zlatých. Žilina si tak jako jediná na Slovensku dokázala koupit dědičné rychtářství a radnici z vlastních zdrojů.

### Sídlo orgánů města
Radnice sloužila od počátku jako středisko správních orgánů města – městské rady, zastupitelstva, městského soudu, notáře, administrativy a hospodářství. V domě sídlili volení rychtáři z řad žilinských měšťanů, kteří existovali vedle dědičných rychtářů. Rychtáři byli voleni na období jednoho roku. Volby se konaly vždy 24. dubna na svátek sv. Jiří, od roku 1771 se termín voleb přesunul na 1. listopadu. Prvním známým žilinským voleným rychtářem byl Jokl Smyt, který stál v čele města v letech 1419–1420. Prvním známým dědičným rychtářem byl Ján Pezold z roku 1325. Celkově známe jména 11 dědičných starostův a jména 188 volených představitelů města, z nich mnozí byli na místo rychtáře zvoleni opakovaně. Mezi nejvyššími představiteli města byly zemané – Straňavský, Košeľovci, Skalovci a další, v roce 1900 dokonce baron – Karol Kloch, který zemřel ve výkonu funkce. V 20. století, když město postavilo budovu tzv. Finančního paláce – dnes Dexia banka (1931), se městský úřad i nejvyšší představitel města přemístili do těchto nových prostor. I proto radnice dostala pojmenování stará radnice.
Městský úřad později ještě několikrát změnil své sídlo (budova Drevounia na rohu ulic 1. května a Moyzesova, dům č. 5 na Mariánském náměstí, Dům odborů na Štúrovom náměstí a od roku 1995 budova bývalého OV KSS na dnešním Náměstí obětí komunismu 1, kde je dodnes). Primátoři města sídlí opět v staré radnici od konce roku 1992, tedy přesně po šedesáti letech.

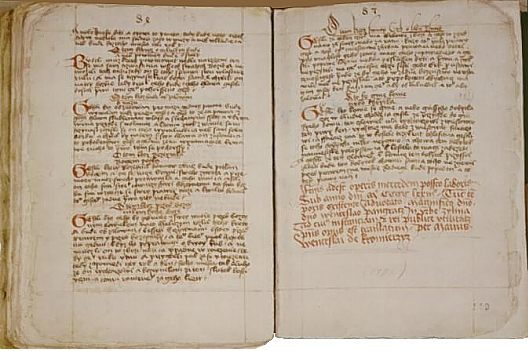
Žilinská městská kniha

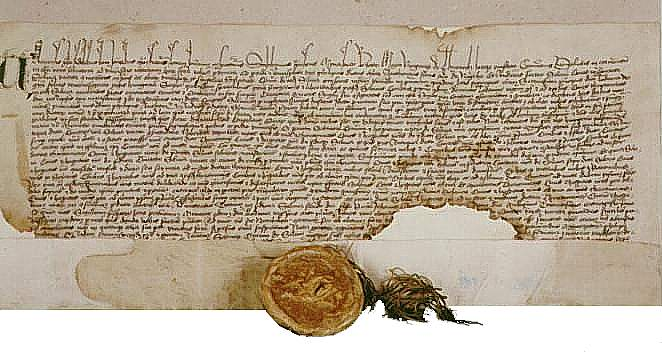
Privilegium pro žilinské Slováky

### Městský archiv
Písemnosti města, které se shromažďovaly v prostorách radnice, poprvé zpracoval Ľudovít Stárek (1843) a později i známý slovenský historik Richard Marsina. Archiv byl původně tajný – listiny byly ukládány do truhly, po Starkově zpracování byly uloženy v druhém skladu. Původně byla v archivu i stříbrná městská pečeť (ztratila se v 19. století), pět katových mečů a mísa, v níž si kat myl ruce po výkonu trestu. V archivu byly i městské zástavy. Městský archiv jako organizace zanikla v roce 1960, posledním městským archivářem byl v letech 1958–1960 PhDr. Marián Klapita. Písemnosti přešly do okresního archivu a dnes jsou v budově Státního archivu v Žilině na Framborské ulici. Je mezi nimi i známé Privilegium pro žilinské Slováky – Privilegium pro Slavis z roku 1381, což je první dokument o slovenské národní identitě, Žilinská kniha z let 1378–1524 v německém, latinském a slovenském jazyce. V této knize se nachází i první knižní zápis v slovenštině na Slovensku vůbec (1451). Žilinská městská kniha je nejstarší a nejvýznamnější jazyková a právní památka Slovenska.
Je pozoruhodné, že město si dokázalo navzdory požárům, zemětřesením a válečným časům zachovat svůj archiv a městské zápisy. V archivu jsou uloženy písemnosti z let 1378–1995.

### Seznam nejvyšších představitelů Žiliny
Od roku 1520 až do roku 1848 měla Žilina jen voleného Rychtáře. Ve funkci působili od dubna uvedeného roku až do volby nového rychtáře v dubnu následujícího roku. Od roku 1771 působili rychtáři ve funkci od 1. listopadu předchozího roku do 1. listopadu uvedeného roku.

#### V letech 1325–1520
| Rok       | Představitel               | Status | Rok       | Představitel       | Status |
| --------- | -------------------------- | ------ | --------- | ------------------ | ------ |
| 1325–?    | Ján Pezold                 | DR     | 1479–1481 | Matej Kotrs        | VR     |
| ?–1352    | Dominik Pezold             | DR     | 1479–?    | Blažej Podmanický  | DR     |
| 1352-?    | Mikuláš Pezold             | DR     | 1480–1483 | Dorota Podmanická  | DR     |
| ?–1418    | Ján Pezoldem, syn Mikuláše | DR     | 1481–1482 | Mikuláš Masar      | VR     |
| 1419–1420 | Jokl Smyt                  | VR     | 1485–?    | Matej Kotrs        | VR     |
| 1420–1422 | Jeroným                    | DR     | 1488–1489 | Štefan Kokot       | VR     |
| 1423–1424 | Jokl Smyt                  | VR     | 1492–1493 | Jeroným Švec       | VR     |
| 1426–?    | Ondrej, magistr            | VR     | 1493      | Michal Mako        | VR     |
| 1428      | Jokl Smyt                  | VR     | 1494-?    | Gašpar Vrtiak      | VR     |
| 1429–?    | Juraj Altdorff             | VR     | 1497      | Melchior Hrabovský | VR     |
| 1439–?    | Martin Polakovič (Polak)   | VR     | 1498–?    | Matej              | VR     |
| 1444–?    | Ladislav Uhrinovič         | VR     | 1501–?    | Štefan Gardoš      | VR     |
| 1450–1451 | Gallus                     | VR     | 1508–1509 | Ondrej Babčanský   | VR     |
| 1453–1454 | Martin Polakovič           | VR     | 1507      | Matej Kropáč       | VR     |
| 1455–?    | Juraj z Oblahova           | VR     | 1507      | Abraham            | VR     |
| 1457–?    | Mikuš (Mikuláš)            | VR     | 1508–1509 | Ondrej Babčanský   | VR     |
| 1459–1468 | Peter Polak                | VR     | 1511–?    | Martin Bánovský    | VR     |
| 1468–1469 | Matúš Manko                | DR     | 1513–?    | Ondrej Babčanský   | VR     |
| 1469–1472 | Martin Manko (Medvěd)      | DR     | 1515–?    | Juraj Krok         | VR     |
| 1472–1474 | Václav Pongrác             | DR     | 1517      | Abraham            | VR     |
| 1475–?    | Matej Kotrs                | VR     | 1518–?    | Martin Miška       | VR     |
| 1477–1478 | Mikuláš Masar              | VR     | 1519–1520 | Michal Podmanický  | DR     |

#### V letech 1524–1646
| Rok       | Představitel             | Status | Rok       | Představitel             | Status |
| --------- | ------------------------ | ------ | --------- | ------------------------ | ------ |
| 1524–?    | Ondrej Hartunek          | VR     | 1589      | Ján Bánovský             | VR     |
| 1527      | Mikuláš Melicher         | VR     | 1590      | Ján Košian               | VR     |
| 1528      | Juraj Babčanský          | VR     | 1591      | Gašpar Košile            | VR     |
| 1529      | Martin Miška             | VR     | 1592      | Ján opar                 | VR     |
| 1530–1531 | Mikuláš Melicher         | VR     | 1593      | Ján Košian               | VR     |
| 1532      | Ondrej Hartunek          | VR     | 1594      | Gašpar Kapisa            | VR     |
| 1533–1534 | Mikuláš Melicher         | VR     | 1595      | Michal Košian            | VR     |
| 1535      | Michal zapařit           | VR     | 1596      | Gašpar Košile            | VR     |
| 1536      | Abraham                  | VR     | 1597–1598 | Apollon Militius-Mlýnský | VR     |
| 1537–1538 | Juraj Andreas            | VR     | 1599      | Ján opar                 | VR     |
| 1539      | Ondrej Bohdal            | VR     | 1600      | Mikuláš Cingel           | VR     |
| 1540      | Burian Hodul             | VR     | 1601      | Juraj Hrabovský          | VR     |
| 1541      | Ján Haško                | VR     | 1602      | Mikuláš Mastihlávka      | VR     |
| 1542      | Ziseta                   | VR     | 1603      | Ján Dlabač               | VR     |
| 1543      | Kriško                   | VR     | 1604      | Ján Košian               | VR     |
| 1544      | Michal zapařit           | VR     | 1605      | Mikuláš Bohdal           | VR     |
| 1546      | Juraj Ondruška           | VR     | 1606      | Ján Bělásek              | VR     |
| 1547      | Michal zapařit           | VR     | 1607      | Ján Dias                 | VR     |
| 1548      | Ján Bohdal               | VR     | 1608      | Mikuláš Bohdal           | VR     |
| 1549      | Juraj Ondruška           | VR     | 1609      | Juraj Lipovský           | VR     |
| 1550      | Juraj Bánovský           | VR     | 1610      | Ján Dias                 | VR     |
| 1551      | Ján Haško                | VR     | 1611      | Baltazar Košile          | VR     |
| 1552      | Martin Sedlo             | VR     | 1612      | Matej Pokorný            | VR     |
| 1553      | Juraj Bánovský           | VR     | 1613      | Ján Košian               | VR     |
| 1554      | Michal Sladký            | VR     | 1614      | Juraj Lipovský           | VR     |
| 1554      | Ján Bohdal               | VR     | 1615      | Baltazar Košile          | VR     |
| 1555      | Michal Sonučka           | VR     | 1616      | Ján Dias                 | VR     |
| 1556      | Matúš Rozgon             | VR     | 1617      | Apollon Militius-Mlýnský | VR     |
| 1557      | Ján Bohdal               | VR     | 1618      | Daniel Skalka            | VR     |
| 1558      | Matej Ballo              | VR     | 1619      | Štefan Stráňavský        | VR     |
| 1559      | Matúš Rozgon             | VR     | 1620      | Juraj Břežanská          | VR     |
| 1560      | Juraj Ondruška           | VR     | 1621      | Ján Strániavský          | VR     |
| 1561      | Ján Nemec                | VR     | 1622      | Daniel Skalka            | VR     |
| 1562      | Ján Bohdal               | VR     | 1623      | Apollon Militius-Mlýnský | VR     |
| 1563      | Juraj Mako               | VR     | 1624      | Ján Kohut                | VR     |
| 1564      | Martin Vestrč            | VR     | 1625      | Juraj Lipovský           | VR     |
| 1565–1567 | Jeroným Bohdal           | VR     | 1626      | Jeremiáš Fabricius       | VR     |
| 1568      | Burian Hodul             | VR     | 1627      | Jan Kohut                | VR     |
| 1568      | Ján Bohdal               | VR     | 1628      | Gašpar Mattušek          | VR     |
| 1571      | Lukáč Dias               | VR     | 1629      | Juraj Břežanská          | VR     |
| 1572      | Ján Fratryk              | VR     | 1630      | Mikuláš Bělásek          | VR     |
| 1573      | Ján Bohdal               | VR     | 1631      | Juraj Lipovský           | VR     |
| 1574      | Burian Hodul             | VR     | 1632      | Martin Povrazník         | VR     |
| 1575      | Melichar Mikunda         | VR     | 1633      | Baltazar Košile          | VR     |
| 1576      | Gašpar Košile            | VR     | 1634      | Gašpar Kosian            | VR     |
| 1577      | Ján Schvab               | VR     | 1635      | Martin Povrazník         | VR     |
| 1578      | Melichar Mikunda         | VR     | 1636      | Jakub Nosko              | VR     |
| 1579      | Martin Gallo             | VR     | 1637      | Gašpar Chreno            | VR     |
| 1580      | Burian Hodul             | VR     | 1638      | Ján Košile               | VR     |
| 1581      | Michal Cikáni            | VR     | 1639      | Jeremiáš Fabricius       | VR     |
| 1582      | Melichar Mikunda         | VR     | 1640      | Michal Oškerdský         | VR     |
| 1583      | Ján Bánovský             | VR     | 1641      | Ján Stráňovský           | VR     |
| 1584      | Gašpar Košile            | VR     | 1642      | Gašpar Chreno            | VR     |
| 1585      | Melichar Mikunda         | VR     | 1643      | Ján Janáč                | VR     |
| 1586      | Matej Sogil              | VR     | 1644      | Ondrej Madidus           | VR     |
| 1587      | Apollon Militius-Mlýnský | VR     | 1645      | Ján Košile               | VR     |
| 1588      | Melichar Mikunda         | VR     | 1646      | Martin Skalka            | VR     |

| Znak | Vysvětlivka                     |
| ---- | ------------------------------- |
| ?    | Přesné datum není možné zjistit |
| DR   | dědičný rychtář                 |
| VR   | volen rychtář                   |
| MM   | jmenován purkmistr              |
| VM   | volen purkmistr                 |
| VP   | volený předseda                 |
| MP   | jmenován předseda               |
| VS   | volen starosta                  |

## Současnost

### Interiér radnice
Až do asanovaní domu a jeho výstavby do současné podoby v letech (1893–1894 za rychtáře Ignáce Balogha a Josefa Hrabovca) byly v radnici tyto prostory: dvě dodnes zachované gotické klenuté sklepy, v přízemí místnost pro noční stráž, sklad, kuchyň, velká místnost pro hospodu s uvedeným rokem 1528. Na patře byl na straně od náměstí velký sál pro úřady města, dále zde byla místnost pro strážníků, věznice a místnosti archivu. Vzadu za stavbou se nacházel i přízemní dům pro strážníky. Hlavní místnost na patře, kde zasedala městská rada, magistrát a soud, byla bohatě zdobená různými obrázky a nápisy. Strop byl z dřevěných prken dělený na čtyřhranné pole s obrazem, na kterém byl znak města uprostřed – dvojitý zlatý kříž v zeleném poli, kolem kterého byl nápis 
| „ | Vidit et indoluit restaurare dedit 1684. Judex Solnensis respublica tota senatus. | “ |

V překladu to znamená: "Uviděl a zaplakal – opravit dal 1685. Rychtář, celé město a senát."

Kolem tohoto nápisu byl verš v čtyřhranu s čísly v každém úhlu (1797): 
| „ | Septima iam messis refovebat tempora postquam Arsissent turres, curia, templa, Domus Curia, septennes vidit, flevitque ruinas Nec potuit fieri, iuribus apta suis | “ |

V překladu:
"Brzy dozrál však čas sedmé žně hrůz
Když vzplály v plamenech věže, radnice, kostely a dům
Radnice, slzící, sedmé už ruiny zrál
Tak se stalo, že nemohla svá práva provádět. "
Na rubu tohoto obrazu je text napsán malířem Andrejem Janča: "Pinxit Andreas Jenecz, civis Solnensis A 1797, Atavis vero souãet A quinto, supra sexagesimus, adest 65". V překladu: Namaloval Andrej Janec občan Žiliny 1797. Bylo to mého věku 5. roce nad 60, čili 65. Obraz v roce 1994 restauroval Jozef Dorica av současnosti je na stěně zasedací místnosti zastupitelstva.
Latinské nápisy na stěnách místnosti se týkaly pravidel spravedlnosti, v překladu: Soudce a přísedící ať jsou vnímaví, pozorní, ale ne přístupní a poddajní. Co jiného si mohou přát souzeni. Pokud se viník bude tvářit hluchý, nikdy se jeho ucha nedotkne právo. Jakou naději dává žalobci a poskytuje ... (Další text byl poškozen). Úředník ať má vzezření obličeje nepřístupného člověka a ať nejsou jeho přáteli honosné dary. Nechť má v úctě spravedlnost a ať ji provádí tak, jak mu to přikazuje zákon. A co má respektovat přísedící – ať nepřijímá žádné dary. Vždyť zneuctění spravedlnosti vždy byla a existují i nyní.